# يوحنا مارون
مار يوحنا مارون (بالسريانية: ܝܘܚܢܢ ܡܪܘܢ)‏ كان راهب وعلامة سرياني أصبح أول بطريرك للكنيسة المارونية في أنطاكيا.

## حياته
ولد يوحنا مارون لعائلة كانت تحكم مدينة أنطاكيا وما حولها في القرن السابع الميلادي. ثم اعتنق المسيحيه ودخل الحياة الرهبانية في دير مار مارون ومن ثم أرسل إلى القسطنطينية حيث تعلم اللاهوت واللغة اليونانية وعاد بعدها إلى سوريا وجبل لبنان حيث نشط في محاربة المونوفيزيقيين والمونوثيليقيين.
في سنة 685 تم اختياره بطريركا لأنطاكيا كونه أحد أكثر الرهبان المتعلمين بها، وتزامن ذلك مع الهجوم الذي شنه الإمبراطور البيزنطي جستنيان الثاني على أنطاكيا بعد أن تعاظمت سيطرة المردة على تلك الأنحاء، وتمكن فعلا من هزيمة جيش المردة وتدمير عدة أديرة وكنائس من ديرة دير مار مارون الشهير. ففر يوحنا مارون إلى جبل لبنان وأسس ديرا في كفر حي سماه بريش موران (بالسريانية: ܪܝܫ ܡܪܢ)‏ أي «رأس سيدنا» أصبح بعدئذ مقرا لبطاركة الموارنة.
توفي يوحنا مارون في جبل لبنان سنة 707.